# Фосамаре (Фрозиноне)
Фосамаре је насеље у Италији у округу Фрозиноне, региону Лацио.
Према процени из 2011. у насељу је живело 274 становника. Насеље се налази на надморској висини од 423 м.